# Musée de l'électrification de Bourganeuf
Le Pôle des Énergies (anciennement Musée de l'électrification) est situé à Bourganeuf dans le département de la Creuse et la région Nouvelle-Aquitaine.  
Il s'agit d'un centre d'interprétation des énergies renouvelables. À partir de l'histoire locale de cette cité industrielle, le Pôle des Énergies entend proposer aux visiteurs une réflexion sur les différentes énergies et leurs avenirs éventuels.  

## Les gorges du Verger

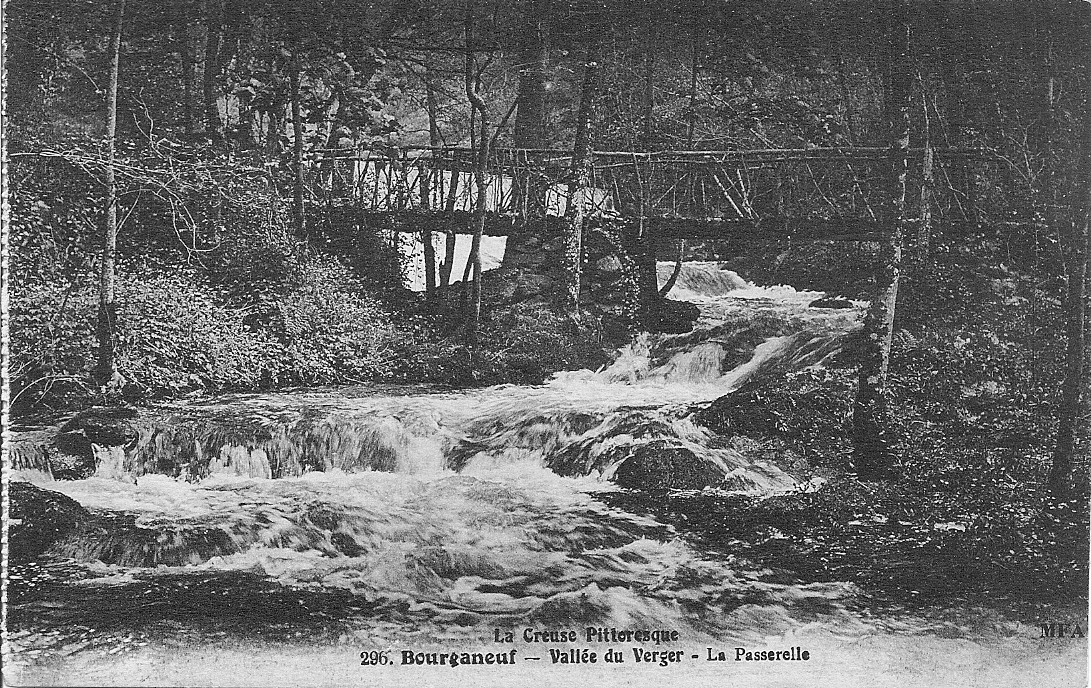
Les gorges du Verger

L'ingénieur Ernest Lamy supervise les travaux de construction de l'usine électrique. L'usine se situe au lieu-dit la Grande Eau qui devint ultérieurement le musée. La dynamo, animée par une roue à augets, produisant un courant continu de 110 volts qui assure l'alimentation de soixante points d'éclairage. Les eaux du ruisseau du Verger, qui avait accueilli la dynamo de la première usine, furent trop basses pendant l'été 1886 pour alimenter correctement les soixante lumières de Bourganeuf.

## La cascade des Jarrauds
On décida alors d'utiliser la Cascade des Jarrauds d'une hauteur de 14 mètres et qui pouvait assurer une production largement suffisante. Mais cette cascade était située à 14 kilomètres de Bourganeuf. 
C'est grâce à l'initiative de l'ingénieur Marcel Deprez et après trois ans d'études et un an de travaux de juillet 1888 à avril 1889, que les installations des usines de la cascade des Jarrauds et de Bourganeuf furent les premières en France où on transporta l'électricité sur une telle distance. L'installation comprenait une turbine hydraulique de 130 ch avec une génératrice de 100 ch. Le câble électrique qui reliait les deux sites avait un diamètre de 5 mm. L'éclairage de Bourganeuf comportait alors 106 lampes : éclairage des rues, église, mairie, cafés…
Pour couronner cette prouesse technique, le premier téléphone de la région reliait les installations de la cascade et de Bourganeuf ; alors qu'en France, l'utilisation commerciale du téléphone datait seulement de 1879.

## Informations pratiques
Horaires et tarifs sur : www.poledesenergies.fr